# چوندون
چوندون (به لاتین: Chondon) یک رود در روسیه است که در یاقوتستان واقع شده‌است.